# داشبلاغ (هشترود)
داشبلاغ هي قرية في مقاطعة هشترود، إيران. عدد سكان هذه القرية هو 448 في سنة 2006.